# Paramphiura punctata
Paramphiura punctata is een slangster uit de familie Amphiuridae.
De wetenschappelijke naam van de soort werd in 1841 gepubliceerd door Edward Forbes.